# Marie van Bourbon
Marie van Bourbon was priores van de “Prieuré Saint-Louis de Poissy”. Zij was de zus van Johanna van Bourbon, de echtgenote van Karel V van Frankrijk. Zij stierf in 1402 en werd begraven in haar klooster. Er werd een standbeeld van haar geplaatst in de Kathedraal van Saint-Denis. Dit bevindt zich sinds 1955 in het Louvre.